# Società Ginnastica di Torino 1900
Questa voce raccoglie le informazioni riguardanti la Società Ginnastica di Torino nelle competizioni ufficiali della stagione 1900.

## Stagione
La Ginnastica Torino partecipò al suo terzo campionato. La preparazione al torneo iniziò dal novembre 1899, quando affrontò la Torinese, che aveva assorbito l'Internazionale Torino. Nell'eliminatoria piemontese la Ginnastica Torino si piazza al terzo ed ultimo posto, perdendo tutti e quattro gli incontri, venendo dunque eliminata.

## Divise
La maglia utilizzata per gli incontri di campionato era blu con striscia rossa orizzontale.
| Manica sinistra · Maglietta · Maglietta · Manica destra · Pantaloncini · Calzettoni |

## Organigramma societario
Area direttiva
- Presidente: Angelo Mosso[4]

Area tecnica
- Allenatore: Gustavo Falchero

## Rosa
| N. |                   | Ruolo | Calciatore          |
| -- | ----------------- | ----- | ------------------- |
|    | Italia (bandiera) | P     | Domenico Durante    |
|    | Italia (bandiera) | D     | Eugenio Abate Daga  |
|    | Italia (bandiera) | D     | Giuseppe Arese      |
|    | Italia (bandiera) | D     | Valentino Garabello |
|    | Italia (bandiera) | D     | Giovanni Ravelli    |
|    | Italia (bandiera) | D     | Pietro Ravelli      |
|    | Italia (bandiera) | D     | Oreste Scaffone     |
|    | Italia (bandiera) | C     | Giacinto Bonfante   |

| N. |                   | Ruolo | Calciatore         |
| -- | ----------------- | ----- | ------------------ |
|    | Italia (bandiera) | C     | De Donatis         |
|    | Italia (bandiera) | A     | Cominetti          |
|    | Italia (bandiera) | A     | Giulio De Giuli    |
|    | Italia (bandiera) | A     | Giovanni Trombetta |
|    | Italia (bandiera) |       | Ghigo              |
|    | Italia (bandiera) |       | M. Masserano       |
|    | Italia (bandiera) |       | Luigi Ravelli      |

## Calciomercato
| Acquisti | Acquisti | Acquisti | Acquisti |
| R.       | Nome     | da       | Modalità |
| -------- | -------- | -------- | -------- |

| Cessioni | Cessioni | Cessioni | Cessioni |
| R.       | Nome     | a        | Modalità |
| -------- | -------- | -------- | -------- |

## Risultati

### Campionato Italiano di Football

#### Eliminatorie piemontesi
| Torino 4 marzo 1900 Eliminatoria regionale - 1ª giornata | Torinese  | 3 – 1 | Ginnastica Torino | Campo di Piazza d'Armi di Torino |
| \| \| \| \| \| ? \| Marcatori \| ? \|                    |           |       |                   |                                  |
|                                                          |           |       |                   |                                  |
| ?                                                        | Marcatori | ?     |                   |                                  |

| Torino 18 marzo 1900 Eliminatoria regionale - 3ª giornata | Ginnastica Torino | 0 – 2 referto | Juventus | Campo di Piazza d'Armi di Torino |
| \| \| \| \| \| \| Marcatori \| ? \|                       |                   |               |          |                                  |
|                                                           |                   |               |          |                                  |
|                                                           | Marcatori         | ?             |          |                                  |

| Torino 25 marzo 1900 Eliminatoria regionale - 4ª giornata | Ginnastica Torino | 0 – 2 | Torinese | Campo di Piazza d'Armi di Torino |
| \| \| \| \| \| \| Marcatori \| ? \|                       |                   |       |          |                                  |
|                                                           |                   |       |          |                                  |
|                                                           | Marcatori         | ?     |          |                                  |

| Torino 1º aprile 1900 Eliminatoria regionale - 5ª giornata | Juventus  | 2 – 0 referto | Ginnastica Torino | Campo di Piazza d'Armi di Torino |
| \| \| \| \| \| ? \| Marcatori \| \|                        |           |               |                   |                                  |
|                                                            |           |               |                   |                                  |
| ?                                                          | Marcatori |               |                   |                                  |

## Statistiche

### Statistiche di squadra
| Competizione                    | Punti | In casa | In casa | In casa | In casa | In casa | In casa | In trasferta | In trasferta | In trasferta | In trasferta | In trasferta | In trasferta | Totale | Totale | Totale | Totale | Totale | Totale | DR |
| Competizione                    | Punti | G       | V       | N       | P       | Gf      | Gs      | G            | V            | N            | P            | Gf           | Gs           | G      | V      | N      | P      | Gf     | Gs     | DR |
| ------------------------------- | ----- | ------- | ------- | ------- | ------- | ------- | ------- | ------------ | ------------ | ------------ | ------------ | ------------ | ------------ | ------ | ------ | ------ | ------ | ------ | ------ | -- |
| Campionato Italiano di Football | 0     | 2       | 0       | 0       | 2       | 0       | 4       | 2            | 0            | 0            | 2            | 1            | 5            | 4      | 0      | 0      | 4      | 1      | 9      | -8 |

### Statistiche dei giocatori
| Giocatore     | Campionato Italiano di Football | Campionato Italiano di Football |
| Giocatore     | Presenze                        | Reti                            |
| ------------- | ------------------------------- | ------------------------------- |
| E. Abate Daga | 4                               | 0                               |
| G. Arese      | 4                               | 0                               |
| G. Bonfante   | 4                               | 0                               |
| G. De Giuli   | 4                               | 0                               |
| D. Durante    | 4                               | -9                              |
| V. Garabello  | 4                               | 0                               |
| G. Ravelli II | 4                               | 0                               |
| P. Ravelli I  | 4                               | 0                               |
| O. Scaffone   | 4                               | 0                               |
| G. Trombetta  | 4                               | 0                               |